# Juraj Mokrý
Juraj Mokrý (* 24. April 1975 in Bojnice) ist ein slowakischer Volleyballschiedsrichter.

## Leben
Bis 1999 spielte Mokrý selbst Volleyball, bis er nach einer Verletzung seine Karriere beendete. Seit 2001 ist er internationaler Schiedsrichter. Mokrý begleitete bisher sechs Endspiele der CEV Champions League der Männer als Schiedsrichter: 2006, 2009, 2011, 2014, 2015 und 2019. 2024 leitete er das Finalspiel der Frauen.
Er wurde bei den Olympischen Spielen 2016, 2020 und 2024 eingesetzt.
2018 war er als Schiedsrichter bei der Weltmeisterschaft der Frauen in Japan eingesetzt, wo er das Finale leitete.
In Deutschland wurde Mokrý einem größeren Publikum bekannt als Schiedsrichter im Viertelfinale von Olympia 2024 zwischen Deutschland und Frankreich. Er zeigte im Tie-Break dem deutschen Spieler Tobias Krick die rote Karte wegen unangemessenen Verhaltens, was von deutscher Seite aus stark kritisiert wurde. Dabei wurden sowohl fehlendes Fingerspitzengefühl als auch eine fehlende Konsequenz im Umgang mit ähnlichem Verhalten französischer Spieler bemängelt. Ronny Ackermann, Manager Schiedsrichter bei der Volleyball-Bundesliga bezeichnete die Entscheidung zwar als "nicht clever", regeltechnisch könne man ihm aber wenig vorwerfen.

## Beruf
Mokrý arbeitet am Institut für Pharmakologie der Comenius-Universität in Bratislava.